# پروویه مایا (شهرستان بازارقرغون)
پروویه مایا (به لاتین: Pervoye Maya) یک منطقهٔ مسکونی در قرقیزستان است که در شهرستان بازارقرغون واقع شده‌است. پروویه مایا ۴٬۰۲۲ نفر جمعیت دارد.